# Палоярви (озеро, Суоярвский район)
Па́лоя́рви (Пало-ярви; фин. Palojärvi) — озеро на территории Лоймольского и Поросозерского сельских поселений Суоярвского района Суоярвского района Республики Карелия.

## Общие сведения
Площадь озера — 0,8 км². Располагается на высоте 174,0 метров над уровнем моря.
Форма озера лопастная, продолговатая: вытянуто с северо-запада на юго-восток. Берега каменисто-песчаные, у юго-восточной оконечности — заболоченные.
Из озера вытекает река Палойоки, втекающая с правого берега в реку Кескимйоки, приток реки Толвайоки, которая, в свою очередь, впадает в озеро Виксинселькя, из которого, далее, через реку Койтайоки воды, протекая по территории Финляндии, в итоге попадают в Балтийское море.
В озеро впадает река Соитинйоки, вытекающая из озера Соитинъярви.
В озере расположен один небольшой остров без названия.
С востока от озера проходит просёлочная дорога.
Название озера переводится с финского языка как «горелое озеро».
Код объекта в государственном водном реестре — 01050000111102000011745.